# Rozwódka (operetka)
Rozwódka (niem.: Die geschiende Frau) – operetka Leo Falla w trzech aktach z 1908 roku. Premiera miała miejsce 23 grudnia 1908 roku w Wiedniu. Libretto zostało napisane przez Victora Léona.